# Docky
Docky är en Mac OS-liknande programstartare för Linuxsystem. Till en början var Docky bara en del av projektet Gnome Do, men de två har senare separerat (även om Gnome Do fortfarande kan ställas in på att bete sig ungefär som Docky)

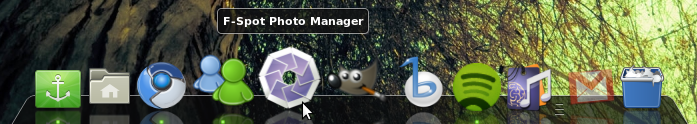
Docky på gång!